# Jean-Pascal Labille
Jean-Pascal Labille (Villers-Semeuse, 23 februari 1961) is een Belgisch PS-politicus en ziekenfondsbestuurder.

## Levensloop
Labille werd geboren als de zoon van een Luikse staalarbeider.
In 1985 behaalde hij de graad van licentiaat in de handelswetenschappen aan het Hautes études commerciales (HEC) in Luik, nu een onderdeel van de Universiteit van Luik. In 1991 werd hij werkzaam bij het revisorenkantoor van Michel Daerden en in 1996 docent aan het HEC.
In 2001 werd Labille secretaris-generaal van het socialistisch ziekenfonds van het arrondissement Luik, waarna hij in 2008 Franstalig algemeen secretaris werd van het Nationaal Verbond van Socialistische Mutualiteiten, later Solidaris genoemd.
Namens de PS bekleedde hij tal van bestuursmandaten:
- bestuurder van de Franstalige openbare omroep RTBF (2004-2009),
- vicevoorzitter van de raad van bestuur van het Centre Hospitalier Universitaire de Liège (sinds 2006),
- voorzitter van de raad van bestuur van de Société régionale wallonne du transport (2009-2013, 2014-2018),
- voorzitter van de raad van bestuur van de Waalse investeringsmaatschappij SRIW (2009-2013, 2014-2018),
- voorzitter van de raad van bestuur van P&V Verzekeringen (2012-2013, sinds 2014),
- voorzitter van het beheerscomité van de Waalse arbeidsbemiddelaar Forem.

Op 17 januari 2013 werd Labille benoemd tot minister van Overheidsbedrijven, Ontwikkelingssamenwerking en Grootstedenbeleid. Binnen de regering-Di Rupo werd hij de opvolger van Paul Magnette, die op diezelfde dag burgemeester van Charleroi werd en door het partijbureau werd voorgedragen als fungerend voorzitter van de PS. Staatssecretaris Philippe Courard, daarvoor onder meer al bevoegd voor Sociale Zaken, Gezinnen en Personen met een handicap, nam Wetenschapsbeleid over van Magnette. Diezelfde avond legde Labille nog de eed af bij de koning. In zijn rol als minister van Overheidsbedrijven lanceerde hij het loonplafond voor overheidsbedrijven, waarbij de lonen van topmanagers bij overheidsbedrijven beperkt werden.
Bij zijn aantreden als minister was Labille nieuw in de nationale politiek. Hij nam niet deel aan de verkiezingen van 2014 en werd opnieuw topman van Solidaris na het aantreden van de regering-Michel I op 11 oktober 2014, waar de PS geen deel van uitmaakte.
In 2016 was er enige controverse rond Labille, nadat hij had gewaarschuwd voor de verkoop van het overheidsbelang in bpost en gesprekken met een buitenlandse sectorgenoot. Bpost bleek inderdaad een fusie te bekijken met PostNL. De aandelen van beide bedrijven werden tijdelijk geschrapt na de uitspraken. Enkele dagen later sprong de deal af. Minister van Overheidsbedrijven Alexander De Croo (Open Vld) en N-VA-voorzitter Bart De Wever verweten Labille verantwoordelijk te zijn voor het afspringen van de fusie. Labille noemde die beschuldigingen "weinig ernstig". In 2023 werd hij in deze kwestie door de financiële toezichthouder FSMA beboet voor het verspreiden van voorkennis. Labille vecht de boete aan en verdedigt zich door te stellen dat hij de openbare diensten verdedigde.